# Grupa Filmowa Prawda
Grupa Filmowa Prawda – powstała w 2008 roku filmowa grupa producencka, zajmująca się filmem niezależnym. Rdzeń grupy tworzą Hubert Pietrzykowski, Bartłomiej Frank i Antoni Ożyński, większość prac GFP wykonuje siłami własnymi, posiłkując się w razie potrzeby przyjaciółmi. GFP zaistniała w szerszej świadomości filmem Półwysep (2009), pokazywanym na wielu polskich i zagranicznych festiwalach filmów niezależnych (m.in. nagrody: Official Selection – Zero Film Festival New York 2010, Najlepszy film fabularny – Orange Factor Film Festival 2009).
Półwysep miał swoją premierę telewizyjną na antenie TVP Kultura, prawa do emisji kupił też kanał Kino Polska.  

## Filmy
- Ego-Boomerang (2008) (niepublikowany)
- Bonifacy (2008) – konkurs komórkowy Off Camera 2008
- Półwysep (2009)